# Too Young To Die
「Too young to die」（トゥ・ヤング・トゥ・ダイ）は、ジャミロクワイの1993年の楽曲。

## 概要
- 1993年の発売当時は「死ぬには早すぎる」と日本語のタイトルが名付けられたが、2000年代頃からは原題のまま「Too young to die」として発売されている。

- 1992年春頃、リーダーのジェイ・ケイが反戦の思いを込めて原曲を作詞作曲し、その後ジャミロクワイに加わったキーボードのトビー・スミスと共に編曲した。当時は1992年4月9日のイギリス総選挙に向けて保守党と労働党がせめぎ合っており、湾岸戦争で多国籍軍としてイギリスも参戦したことや旧ユーゴ戦争への参戦などについてもメディアで頻繁に賛否が伝えられている時期だった。

- 死ぬには早すぎるというのは、ケイ個人や人類だけを指しているのではなく、動物も森林も地球も絶滅するには若すぎるという意味である。しかし現実ではまさにそのような絶滅や破壊が起こっており、環境を良くするためにみんなが行動を起こす時だというメッセージが込められている[1]。

- 政治家が環境や人権に関して十分に行動していないことを批判する歌詞も含んでいるが、その例として、1992年に再選されたジョン・メージャー首相がグラスゴーを視察した際に貧しい地区を視察せず現地の有力ビジネスマンとだけ懇談してロンドンに帰ってきたことをテレビや雑誌で何度か批判した[1]。

- 1993年3月1日に発売されすぐに売上が急上昇したため、3月11日に生放送されたイギリスの高視聴率音楽番組「トップ・オブ・ザ・ポップス」にジャミロクワイとして初めて出演し[2]、この楽曲を披露した。この番組は日本の「ザ・ベストテン」のように非常に話題性がある高視聴率の番組であったためジャミロクワイというバンド名が広く知られた。メンバーもケイと同じくファンキーな帽子とファッションで登場したが、後にスミスが回顧したところによると、メンバーは特にファッションにこだわりがなかったため番組収録ではケイに合わせたファッションになったそう。その後3月20日のイギリスシングルチャートで10位を記録した[3]。

- 歌詞の「Do do do do dada..」の部分は、ソニーが雇った音楽プロデューサーからは歌詞をつけるよう言われたが、ケイは突っぱねてそのまま発売した[4]。

## ミュージックビデオ
- 1993年1月下旬か2月上旬頃にソニーに移籍し、2月23日頃にロサンゼルスから車で5時間の所にある砂漠（モハーヴェ砂漠）で撮影が行われ、3月1日にリリースされた。ケイはカメラの前に立つのが初めてだったため、最初はどう動いていいか分からなかったと語った[4]。

- ディレクターはアンドリュー・ジョン・ウィストンだった[5]。

## 関連事項
- 反戦歌

## 売上ランキング
| 国別チャート(1993)                   | 最高順位 |
| ------------------------------------ | -------- |
| Australia (ARIA)                     | 53       |
| Europe (Eurochart Hot 100)           | 38       |
| Europe Dance (Music & Media)         | 3        |
| Finland (Suomen virallinen lista)    | 15       |
| フランス (SNEP)                      | 33       |
| Iceland (Íslenski Listinn Topp 40)   | 25       |
| Netherlands (Dutch Top 40 Tipparade) | 9        |
| オランダ (Single Top 100)            | 41       |
| スウェーデン (Sverigetopplistan)     | 30       |
| スイス (Schweizer Hitparade)         | 21       |
| UK シングルス (OCC)                  | 10       |
| UK Dance (Music Week)                | 1        |

## トラックリスト
- CDシングル日本版[18]

1. "Too Young to Die" (7" Edit) - 3:22
2. "When You Gonna Learn" (Digeridoo) - 3:48
3. "Too Young to Die" (Original) - 6:05
4. "When You Gonna Learn" (Cante Hondo Mix) - 5:49

- 12インチレコード イギリス版[19]

1. "Too Young to Die" (Extended Version) - 10:18
2. "Too Young to Die" (Original) - 6:05
3. "Too Young to Die" (Instrumental) - 6:22

- CDシングルイギリス版[20]

1. "Too Young to Die" (7" Edit) - 3:22
2. "Too Young to Die" (Extended Version) - 10:18
3. "Too Young to Die" (Original) - 6:05
4. "Too Young to Die" (Instrumental) - 6:22